# Paraflabellina ischitana
La flabellina rossa (Paraflabellina ischitana (Hirano & T.E. Thompson, 1990)) è un mollusco nudibranchio della famiglia Flabellinidae.

## Descrizione
Corpo di colore rosso acceso o viola, con cerata rossi o arancio, talvolta tendenti al viola, con la parte terminale talvolta tendente al giallo, bianca sulla punta. Rinofori dello stesso colore del corpo. Fino a 3 centimetri.
Molto simile a Flabellina affinis, P. ischitana ha però i cerata superficialmente traslucidi, non tendenti alla colorazione violacea opaca di F. affinis.

## Biologia
Si nutre di idrozoi del genere Eudendrium.

## Distribuzione e habitat
Specie endemica del Mar Tirreno, unica zona in cui viene incontrata; il nome deriva infatti da Ischia.